# Уолт Лойд
Уолтър „Уолт“ Лойд (на английски: Walter "Walt" Lloyd) е герой от американския сериал „Изгубени“ на телевизия ABC. Ролята се изпълнява от Малкълм Дейвид Кели. В българския дублаж на първите три сезона Уолт се озвучава от Елена Русалиева, в четвърти от Васил Бинев, в четвърти на AXN от Георги Стоянов и в пети на AXN от Тодор Георгиев.